# Caprasio di Agen
Caprasio di Agen, (in francese Saint Caprais) (... – Agen, 303), è stato un vescovo francese venerato come santo dalla Chiesa cattolica.

## Biografia
Leggende locali indicano il santo come martire e primo vescovo di Agen, sebbene le fonti non riscontrino chiese a lui dedicate fino al VI secolo.

## Culto
La festa del santo sul calendario cattolico ricorre il 20 ottobre. Dal IX secolo il suo culto si fuse con quello di Fede e Alberta di Agen, poi anche con quello dei martiri Primo e Feliciano, chiamati fratelli di Caprasio.